# Pentagestrone acetate
Pentagestrone acetate (PGA), được bán dưới tên thương hiệu Gestovis và Gestovister, là một progestin được mô tả trong các tài liệu năm 1960 và đã được giới thiệu bởi Vister ở Ý vào năm 1961. Nó là 3- cyclopentyl enol ether của 17α-hydroxyprogesterone axetat. PGA, cùng với quingestrone (3-cyclopentyl enol ether progesterone), được cho là có đặc tính rất giống với những dydrogesterone, một tinh khiết progestogen và tương tự thân của progesterone.
PGA hoạt động bằng đường uống, được cung cấp trong viên nang 10 và 20 mg, và đã được sử dụng để điều trị phá thai theo thói quen và rối loạn kinh nguyệt với liều lượng từ 10 đến 20   mg / ngày. Nó đã được cho là có tiềm năng tương đương với progesterone tiêm bắp. Sự kết hợp của 20   PGA / ngày và 100   μg / ngày mestranol là một chất ức chế rụng trứng hiệu quả ở phụ nữ. Liều lượng hiệu quả của PGA trong thử nghiệm chậm kinh nguyệt đã được nghiên cứu.

## Hóa học
PGA, còn được gọi là 17α-acetoxyprogesterone 3-cyclopentyl enol ether, là một steroid prgenane tổng hợp và là một dẫn xuất của progesterone và 17α-hydroxyprogesterone.